# Eugène Belleguic
Eugène Corentin Belleguic, né le 24 mai 1809 à Poullan-sur-Mer et mort le 25 mars 1878 à Brest, est un officier de marine et inventeur français, un des pionniers de l'aviation.

## Biographie
Eugène Belleguic est le fils de Jean-Guillaume Belleguic, commis attaché à la Marine de Brest en 1802, négociant propriétaire du sloop L'Espiègle coulé en 1810 à l'entrée de la baie de Douarnenez et juge de paix du canton de Douarnenez en 1838, et de Rose Marie Adélaïde Labitte. Il entre dans la marine en 1827 en s'engageant sur un cap-hornier puis est incorporé à la Marine royale en 1832. Enseigne de vaisseau (1836) puis lieutenant (1843), il est promu capitaine de frégate en 1858 et prend part à la conquête de l'Algérie, à la campagne du Mexique et aux événements de Tanger et de Mogador.

### L'inventeur

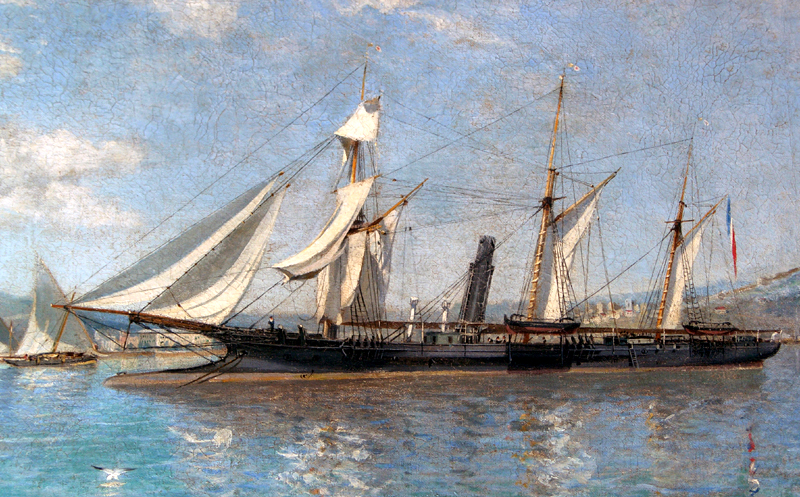
L'aviso Le Renard par Emilio Ocon y Rivas

Pour simplifier les manœuvres en mer et les rendre plus précises, Belleguic crée le ridage en fer, les ris qui portent son nom et un gouvernail dit « évolueur ».
Il étudie aussi les phénomènes hydrauliques provoqués par l'immersion des coques et l'écoulement de l'eau déplacée et dépose en 1856 un brevet sur le sujet. Il peut ainsi être considéré comme un précurseur de l'hydrodynamique.
En 1866, il dirige la construction de l'aviso Le Renard dont il prend le commandement en 1867 et établit des plans de navires rapides qui, avec la défaite de 1870 ne seront jamais construits.
Dès 1852, Belleguic est un défenseur de la théorie du « Plus lourd que l'air » et est membre de la Société d'encouragement de la Navigation aérienne dès sa fondation en 1863. En 1853, il invente un aéroplane mû par des hélices de traction et préconise la construction d'un cerf-volant dont le câble de traction est remplacé par un moteur. En 1856, il est aussi présent lors de l'expérience de vol de Jean-Marie Le Bris.
Jules Verne l'évoque au chapitre III de son roman Robur-le-Conquérant.

## Distinctions
- Chevalier (1847) puis officier (1866) de la Légion d'honneur.
- Une impasse de Douarnenez ainsi qu'une venelle de Brest portent son nom (sous la forme erronée « Beléguic » pour les deux).